# Trouble (canção de Pink)
"Trouble" é o primeiro single do álbum Try This, da cantora norte-americana Pink. O single foi lançado nos Estados Unidos e 8 de Setembro de 2003 e alcançou a #68 posição na Billboard Hot 100.

## Videoclipe
O videoclipe da música se passa no velho oeste americano, na cidade de Sharktown, Carolina do Norte. As integrantes da banda norte-americana Pussycat Dolls fizeram uma participação no clipe, como dançarinas de um bar. O single rendeu o Grammy de Melhor performance vocal feminina de rock.

## Desempenho nas paradas musicais
| Parada musical (2003)                     | Melhor posição |
| ----------------------------------------- | -------------- |
| Alemanha (Media Control Charts)           | 7              |
| Austrália (ARIA Charts)                   | 8              |
| Áustria (Ö3 Austria Top 40)               | 5              |
| Bélgica (Ultratop 50)                     | 32             |
| Canadá (Canadian Hot 100)                 | 2              |
| Estados Unidos (Billboard Hot 100)        | 68             |
| Países Baixos (MegaCharts)                | 10             |
| Itália (FIMI)                             | 18             |
| Irlanda (IRMA)                            | 7              |
| Nova Zelândia (RIANZ)                     | 20             |
| Noruega (VG-lista)                        | 5              |
| Reino Unido (The Official Charts Company) | 7              |
| Suécia (Sverigetopplistan)                | 8              |
| Suíça (Schweizer Hitparade)               | 5              |

### Histórico na Billboard Hot 100
O single estreou na tabela Hot 100 da Billboard em 18 de Outubro de 2003, na #71 posição, e permaneceu na tabela por 4 semanas, até 8 de Novembro de 2003.
| Semana | Data                  | Posição | Ref.  |
| ------ | --------------------- | ------- | ----- |
| 1      | 18 de Outubro de 2003 | 71      | [ 2 ] |
| 2      | 25 de Outubro de 2003 | 68      | [ 4 ] |
| 3      | 1 de Novembro de 2003 | 68      | [ 5 ] |
| 4      | 8 de Novembro de 2003 | 83      | [ 6 ] |